# 차스

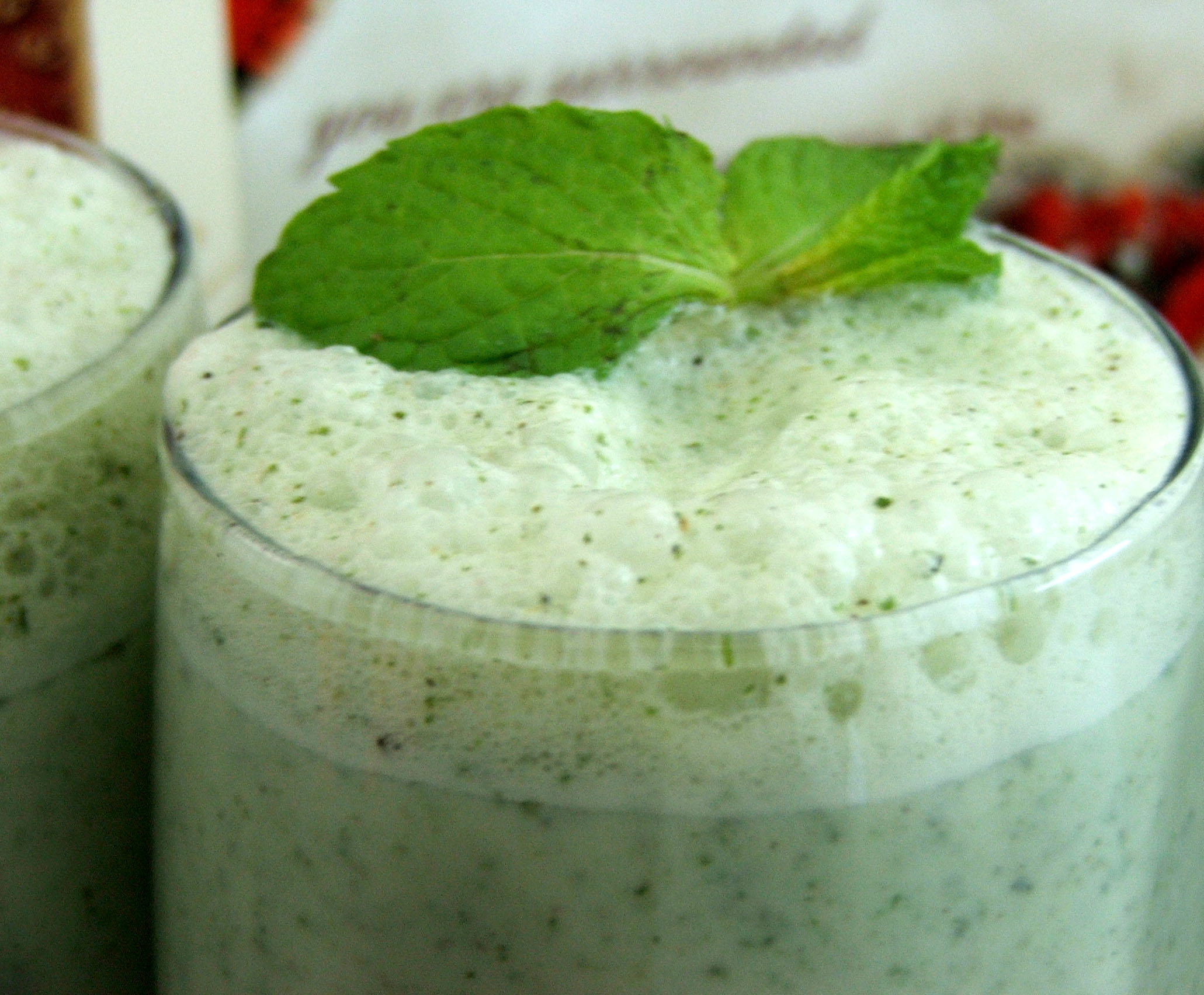
유리컵에 가득 담긴 차스

차스(영어: Chaas)는 인도의 여러 지방에서 생산되는 우락유의 일종이다. 짠 맛이 나는 라시의 일종이며 차스를 만들고 남은 잔여물이 우락유라고 불리기 때문에 우락유와도 연관이 깊다.

## 준비
차스는 주로 음료로 서빙되며 "마드하니"(madhani)라고 불리는 도구로 갈린 다히로 만들어진다. 라시와 비슷하지만 가격이 더 낮은 편이다.
버터를 만들고 남은 액체 잔여물은 차스의 주된 종류 중 하나이다. 차스를 만들기 위해 버터 대신에 다히가 쓰이기도 한다. 풍미를 더하기 위해 거칠게 갈고 구운 쿠민 씨와 소금이 들어갈 때도 많다. 때때로 겨자 씨나 커리나무 잎, 아위, 갈은 생강, 썰은 고추 등 향신료가 차스의 맛을 강조하기 위해 들어가기도 한다.
차스의 주요 생산지는 인도의 구자라트 주이며 라자스탄 주 역시 차스가 생산되는 지역 중 하나이다. 구자라트 주에서는 차스를 만들기 위해 쓰이는 다히에 물을 뿌린 뒤에 갈아만들기도 한다. 소금, 쿠민, 설탕 또한 풍미와 맛을 위해 더해진다.
차스는 대부분의 경우에서 얼음과 함께 마시며, 여름에 주로 섭취된다. 구자라트 주의 많은 지역에서는 음료수 대신에 차스가 쓰이며 차스와 물 이외의 다른 음료는 때때로 볼 수 있지만 드물다. 여름에 적당한 체온을 유지하기 위하여 차스가 쓰이기도 한다.
오늘날에는 다양한 맛을 내는 향신료가 풍미를 위해 더해진다. 약간의 설탕과 함께 추가되는 장미 향신료는 단 맛을 더해주며 이때 느껴지는 단 맛은 라시와 매우 비슷하다.

## 같이 보기
- 라시
- 우락유
- 버터